# گلن مارتینس
گلن مارتینس (انگلیسی: Glan Martins؛ زادهٔ ۱ ژوئیهٔ ۱۹۹۴) بازیکن فوتبال اهل هند است.
وی همچنین در تیم ملی فوتبال هند بازی کرده‌است.